# Fañch Favé
Fañch Favé   (Gwineventer, 18 de desembre de 1905 - Lesneven, 17 de març de 1951), també anomenat François Favé, va ser un ciclista francès que fou professional entre 1929 i 1938. Durant la seva carrera professional aconseguí nombroses victòries, moltes d'elles en pista. En carretera la més destacada fou el triomf a la primera edició del GP Ouest France-Plouay, el 1931.

## Palmarès
- 1929
  - 11 victòries en pista
  - 1r del GP de l'Oest a Rennes
- 1930
  - 10 victòries en pista
  - Campió de França dels aspirants
- 1931
  - 7 victòries en pista
  - Campió de Finistére de velocitat
  - 1r al GP Ouest France-Plouay
  - 1r de la Saint Nazaire-Nantes-Saint Nazaire
  - 1r de la Nantes-Angers-Nantes
  - Vencedor d'una etapa del Tour de l'Oest
- 1932
  - 11 victòries en pista
  - 1r al Circuit de l'Aulne
- 1933
  - 15 victòries en pista
  - 1r al Circuit de l'Aulne
  - 1r del Circuit de Finistère i vencedor de 2 etapes
  - 1r del Gran Premi Keryado
  - 1r del Circuit de Pleurtuit
- 1934
  - 12 victòries en pista
  - 1r de les 24 h de Fougères
  - 1r del Circuit de l'Iroise
  - 1r del Gran Premi de Plélan-le-Petit
  - 1r del Circuit de Pleyben
  - Vencedor d'una etapa del Tour de l'Ouest
- 1935
  - 2 victòries en pista
  - 1r de la Nantes-Les Sables d'Olonne
  - 1r del Gran Premi du Bocage Normand i vencedor de 2 etapes
  - 1r del Critèrium dels Asos de l'Oest
- 1936
  - 5 victòries en pista
  - 1r a Montoir de Bretanya
  - Vencedor d'una etapa al Circuit de Vendée
- 1937
  - 6 victòries en pista
  - Campió de Finistère
  - 1r del Circuit de l'Argoat
  - 1r del Circuit d'Armòrica
- 1938
  - 3 victòries en pista

### Resultats al Tour de França
- 1928. Abandona (9a etapa)
- 1931. Abandona (10a etapa)